# 애나 조프
애나 조프(Anna Diop, 1988년 2월 6일 ~ )는 세네갈 태생의 미국 배우이다. 세네갈의 수도 다카르에서 출생하여 6세 때 가족이 미국으로 건너왔다. 드라마 《더 메신저스》, 《24: 레거시》에 주역으로 출연하였으며, DC 코믹스 원작의 드라마 《타이탄스》에 스타파이어 역을 맡게 됐다.

## 출연작 목록

### 텔레비전 드라마
| 연도    | 제목            | 원제                  | 배역          | 비고                     |
| ------- | --------------- | --------------------- | ------------- | ------------------------ |
| 2006-08 | 크리스는 괴로워 | Everybody Hates Chris | 디어드라      | 4회분 출연               |
| 2012    | 사우스랜드      | Southland             | 여자아이      | "Wednesday" 에피소드     |
| 2013    | 터치            | Touch                 | 릴라 제임스   | "Perfect Storm" 에피소드 |
| 2015    | 더 메신저스     | The Messengers        | 로즈 아발     | 주역                     |
| 2015    | 콴티코          | Quantico              | 미아          | 2회분 출연               |
| 2016    | 그린리프        | Greenleaf             | 이저벨        | 조역                     |
| 2017    | 24: 레거시      | 24: Legacy            | 니콜 카터     | 주역                     |
| 2018    | 보슈            | Bosch                 | 데지레이 질리 |                          |
| 2018-23 | 타이탄스        | Titans                | 스타파이어    | 주역                     |